# جک اب
جک اب (استونیایی: Jaak Aab؛ زادهٔ ۹ آوریل ۱۹۶۰) سیاست‌مدار اهل استونی است. وی وزیر وزارتخانه‌های امور اجتماعی، آموزش و تحقیقات و وزارت امور عمومی استونی بوده‌است.